# Paradamaeus
Paradamaeus är ett släkte av spindeldjur som beskrevs av Bulanova-Zachvatkina 1967. Paradamaeus ingår i familjen Damaeidae.
Släktet innehåller bara arten Paradamaeus clavipes.